# Paul Powell
Paul Powell, nato Paul Mahlon Powell (Peoria, 6 settembre 1881 – Pasadena, 2 luglio 1944), è stato un regista, sceneggiatore e produttore cinematografico statunitense.
Attivo nel cinema muto, è conosciuto soprattutto per aver diretto film interpretati da Mary Pickford.

## Filmografia

### Regista
- His Excellency – cortometraggio (1914)
- The Measure of a Man – cortometraggio (1914)
- A Father's Heart – cortometraggio (1914)
- Woman Against Woman – cortometraggio (1914)
- The Face in the Crowd (1914)
- For Repairs (1914)
- The Green-Eyed Monster – cortometraggio (1914)
- The Long Lane – cortometraggio (1914)
- The Stolen Yacht (1914)
- The Trap – cortometraggio (1914)
- The House of D'or (1914)
- When the Blind See (1914)
- The Single Act (1914)
- The Lost Lord Lowell (1915)
- The Good in Him – cortometraggio (1915)
- Minerva's Mission (1915)
- In the Background – cortometraggio (1915)
- The Accusing Pen (1915)
- Tap! Tap! Tap! – cortometraggio (1915)
- Up from the Depths (1915)
- The Little Catamount (1915)
- Victorine (1915)
- The Wildcat (1915)
- The Wolf Man - mediometraggio (1915)
- Bred in the Bone (1915)
- When War Threatened (1915)
- Il giglio e la rosa (The Lily and the Rose) (1915)
- The Secret Room (1915)
- The Wall Between (1915)
- An Ambassador from the Dead (1915)
- Her Mother's Daughter (1915)
- The Stool Pigeon (1915)
- The Wood Nymph (1916)
- Acquitted (1916)
- A Song from the Heart – cortometraggio (1916)
- Four Narratives (1916)
- Little Meena's Romance (1916)
- Susan Rocks the Boat (1916)
- A Wild Girl of the Sierras (1916)
- The Marriage of Molly-O (1916)
- A Lesson in Labor (1916)
- Hell-to-Pay Austin (1916)
- The Usurer's Due (1916)
- The Rummy (1916)
- The Microscope Mystery (1916)
- Matrimoniomania (The Matrimaniac) (1916)
- A Girl of the Timber Claims (1917)
- Betsy's Burglar (1917)
- Cheerful Givers (1917)
- The Sawdust Ring, co-regia di Charles Miller (1917)
- Indian Life (1918)
- The Kid Is Clever (1918)
- A Society Sensation (1918)
- A letto, ragazzi! (All Night) (1918)
- Who Will Marry Me? (1919)
- La piccola selvaggia (The Little White Savage) (1919)
- Fuoco purificatore (The Blinding Trail), regia di Paul Powell (1919)
- The Weaker Vessel (1919)
- The Man in the Moonlight (1919)
- Common Property (1919)
- Il segreto della felicità (Pollyanna) (1920)
- Crooked Streets (1920)
- Sweet Lavender (1920)
- Eyes of the Heart (1920)
- The Mystery Road (1921)
- Dangerous Lies (1922)
- The Cradle (1922)
- The Crimson Challenge (1922)
- The Ordeal (1922)
- For the Defense (1922)
- Borderland (1922)
- A Daughter of Luxury (1922)
- The Fog (1923)
- Racing Hearts (1923)
- Let Women Alone (1925)
- Her Market Value (1925)
- The Awful Truth (1925)
- North Star  (1925)
- Il principe di Pilsen (The Prince of Pilsen Narcissus) (1926)
- Jewels of Desire (1927)
- Death Valley (1927)
- Black (1929)
- High Toned (1930)
- Honest Crooks (1930)

### Sceneggiatore
- The Secret Marriage, regia di Wilbert Melville (1914)
- His First Case (1914)
- The Good in Him, regia di Paul Powell – cortometraggio (1915)
- The Terrible One, regia di Wilbert Melville (1915)
- The Wall Between, regia di Paul Powell (1915)
- An Ambassador from the Dead (1915)
- The Stool Pigeon, regia di Paul Powell (1915)
- A Song from the Heart, regia di Paul Powell – cortometraggio (1916)
- A Society Sensation, regia di Paul Powell (1918)
- Fuoco purificatore (The Blinding Trail), regia di Paul Powell (1919)
- Kit Carson, regia di Lloyd Ingraham e Alfred L. Werker (1928)

### Attore
- Adam's Eve, regia di Leslie Pearce (1929)
- Armored Car, regia di Lewis R. Foster (1937)

### Produttore
- Indian Life, regia di Paul Powell (documentario) (1918)
- Il segreto della felicità (Pollyanna), regia di Paul Powell (1920)
- Her Market Value, regia di Paul Powell (1920)